# Aksu-Zhabagly naturreservat

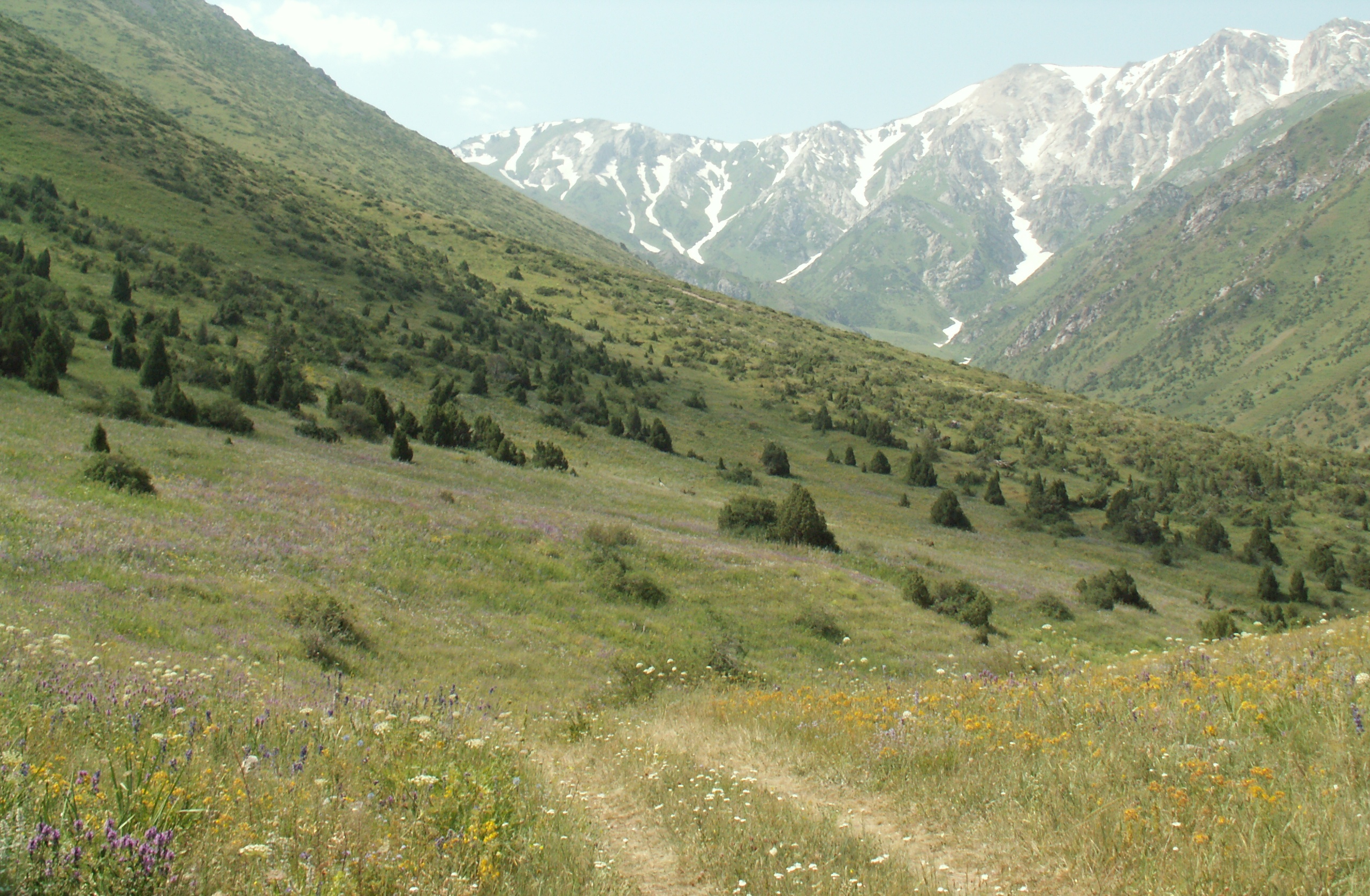
Platå mellan floderna Kshi- och Ulken Kaindy.

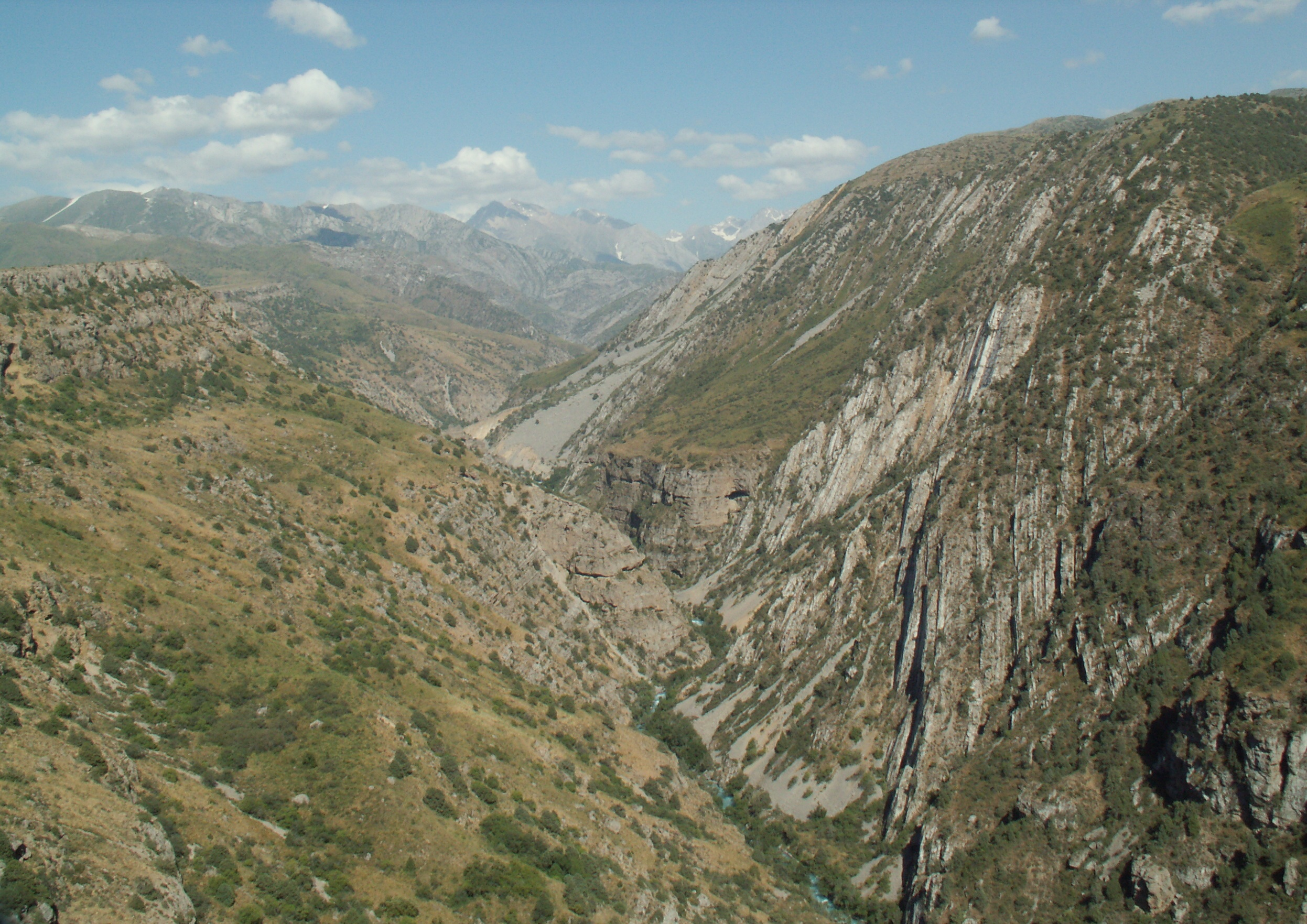
Aksukanjonen.

Aksu-Zhabagly naturreservat (ryska: Aксу-Жабаглинский заповедник / Aksu-Zhabaglinskiy zapovednik, Kazakh Ақсу-Жабағылы қорығы / Aqsu-Zhabaghyly Qoryghy) är det äldsta naturreservatet i Centralasien. Det ligger i provinsen Sydkazakstan i Kazakstan och täcker nordvästra delen av bergskedjan Tian Shan. Dess namn kommer från den största floden i området, Aksu, och bergskedjan Zhabagly som är belägen i områdets norra del.

## Geografi
Aksu-Zhabagly naturreservat ligger i västra bergen Talasskiy Alatau, i västra Tien Shan. Dess östra gräns gränsar mot Kirgizistan och den södra gränsen av Maidantals dalgång och Uzbekistan. I väster omges området av Kyzyl Kum, och ligger inom den administrativa regionerna Tyul’kubaskiy och Lengerskiy, i Sydkazakstan. Naturreservatet omfattar en areal om 1319,3 km² och ligger på en höjd på mellan 1 100 och 4 236 meter över havet. Större bergskedjor är Zhabagly i norr, Talasskiy Alatau i de centrala delarna, och Baldybrektau samt Ugamskiy Alatau i söder. De har stupande sluttningar men också böljande platåer. Sayram, i södra regionen, är den högsta bergstoppen i reservatet. Bergsområdet delas av floderna Jabagly, Aksu och Baldyrbek och rinner alla i västlig riktning ner i Syrdarya som senare rinner ut i Aralsjön. Aksu bildar en 500 meter djup kanjon, som bara kan korsas i reservatets södra del genom att gå över en smal gångbro.

## Geologi
Sandsten, dolomit och kalkhaltig tuff från paleozoikum är de mest dominerande bergarterna i naturreservatet  Tjocka lager av lössjord har samlats på platåerna och i låglänta områden. Betydligt ovanligare är  de kiselhaltiga magmatiska bergarterna från Perm.

## Flora och vegetation
Aksu-Zhabagly naturreservat hyser 1 312 kärlväxter. En del av de största släktena är Astragalus, Gagea, Allium, Carex och Oxytropis. Det finns 44 sällsynta växtarter som är listade som hotade i Kazakstan, däribland det inhemska vildäpplet (Malus sieversii), vilddruvan (Vitis vinifera) och flera vilda tulpanarter (exempelvis Tulipa greigii). De lägre delarana av reservatet är en halvöken, buskskog och stäpp, som under våren bildar färgstarka mattor med geofyter. Bergsregionen är en mosaik med öppna enskogar med Juniperus seravshanica och Juniperus semiglobosa, and ängar i vilka eurosibiriska och mellanösternväxter frodas. Aksukanjonen har en del skogsfragment med vildäpplen (Malus sieversii), och lönn (Acer turkestanicum). Längre upp, i det subalpina och alpina bältet hittar man ängar, högväxt örtvegetation och små vallar med Onobrychis echidna, liksom korta grästorvor med Carex melanantha och Kobresia persica. Galleriskogar med vide och björk växer längs huvudfloderna. Skrevvegetationen är vanlig i området och hem för den sällsynta lökarten Allium karataviense.

## Fauna
Det finns 44 däggdjursarter i reservatet som är listade som starkt hotade i Kazakstan. Den mest framstående arten är snöleoparden som , dock sällan ses. Något vanligare är Himalayisk brunbjörn, Tien Shans Argali (Ovis ammon karelini), Vithalsat piggsvin (Hystrix indica), and Menzbier’s marmot.